# Natara Ney
Natara Ney (Olinda) é uma montadora, roteirista e diretora de cinema brasileira. É formada em jornalismo pela UNICAP (PE) e em Realização Audiovisual pelo Centro Afrocarioca de Cinema. Natara atua no audiovisual desde 1998, já montou e roteirizou 20 longa-metragens, 5 séries para TV e diversos videoclipes. Assinou o roteiro dos documentários: Mistério do Samba, A Última Abolição, Além Hamlet, Divinas Divas e Cafi. Dirigiu os longas Cafi, Espero que Esta te Encontre e que Estejas Bem e Elza Infinita.

## Filmografia

### Direção
- Um outro ensaio (2010)[5]
- Espero que Esta te Encontre e que Estejas Bem (2020)[6]
- Elza Infinita (2021)
- Cafi (2021)
- Quem Ela Pensa que É? (2024) - Série de TV[7]

### Roteiro
- O Curioso (Lázaro Ramos, série, 2010)
- Além Hamlet (Sandra Delgado, 2007)
- O Mistério do Samba (Lula Buarque e Carolina Jabor, 2007)[8]
- Um outro ensaio (Natara Ney, 2010)
- Espero que esta te encontre (Natara Ney, curta, 2014)
- Divinas Divas (Leandra Leal, 2016)[9]
- Espero que Esta te Encontre e que Estejas Bem (Natara Ney, 2020)[10]
- A última abolição (Alice Gomez, 2018)
- Cafi (Natara Ney e Lírio Ferreira, 2019)[11]

### Montagem
- O Rap do Pequeno Príncipe Contra as Almas Sebosas (Marcelo Luna e Paulo Caldas, 2000)
- Juventude (Domingos de Oliveira, 2008)
- Pluft, o Fantasminha (Rosane Svartman, 2017)
- Minha Fama de Mau (Lui Farias, 2016)
- Os incontestáveis (Alexandre Serafini, 2017)
- Divinas Divas (Leandra Leal, 2016)[12]
- Mato sem Cachorro (Pedro Amorim, 2013)
- O Vendedor de Passados (Lula Buarque, 2012)
- Dores de Amores (Rafael Vieira, 2012)
- Tainá - A Origem (Rosane Svartman, 2011)
- Desenrola (Rosane Svartman, 2010)
- A Lama dos Dias (Hilton Lacerda e Hélder Aragão, série, 2018)
- Família é Família (João Jardim, série, 2015)
- O Curioso (Lázaro Ramos, série, 2010)
- Quase Anônimos (Pedro Amorim, 2010)

## Prêmios
- Melhor Montagem do Festival de Gramado por Juventude (2008).[13]
- Melhor Montagem do Grande Prêmio do Cinema Brasileiro por Mistério do Samba (2009) e por Divinas Divas (2018).[14]
- Melhor Documentário por Espero Que Esta te Encontre e Que Estejas Bem (2020) no FESTin 2021 (Lisboa).[15][16][17][18][19]